# Ghoy
Ghoy [gɔi] (en wallon Goyi-dlé-Lsene) est un village du Hainaut, en Belgique, situé à quelques kilomètres au nord de la ville de Lessines à laquelle il est administrativement rattaché (Région wallonne de Belgique). C'était une commune à part entière avant la fusion des communes de 1977.

## Évolution démographique
- Sources : INS, Rem. : 1831 jusqu'en 1970 = recensements, 1976 = nombre d'habitants au 31 décembre.

## Vie associative

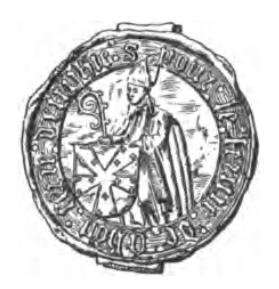
Scel échevinal de Ghoy (aux armes d'Enghien, seigneurs de Ghoy).